# 丹妮拉·诺伊纳斯特
丹妮拉·诺伊纳斯特（德語：Daniela Neunast，1966年9月19日—），德国女子赛艇运动员。她曾代表东德、德国参加1988年、1992年和1996年夏季奥林匹克运动会赛艇比赛，获得一枚金牌和一枚铜牌。